# Bárbara Palacios
Bárbara Palacios Teyde (Madri, 9 de dezembro de 1963) é uma apresentadora de televisão, empresária e rainha da beleza venezuelana, coroada como Miss Universo 1986.

## Miss Universo
Eleita em 21 de julho de 1986 na Cidade do Panamá, Bárbara derrotou outras 76 candidatas de todo mundo para tornar-se a terceira Miss Venezuela a conquistar a coroa do Miss Universo em sete anos, estabelecendo seu país como uma das grandes potências neste concurso de beleza.
Filha de dois atores venezuelanos, ela venceu o Miss Sudamerica, realizado antes do Miss Universo, em Caracas, só com as representantes dos países sul-americanos ao concurso, e chegou à Cidade do Panamá como uma das favoritas. Depois de uma grande disputa com outra favorita, a Miss EUA Christy Fichtner, com a qual disputou a primeira colocação durante todas as parciais do evento, e de quem passou a frente ao final, ao encerrar sua entrevista com o bordão "Meu nome é Panamá!", um slogan à época do departamento de turismo panamenho, ela foi coroada como a nova Miss Universo por sua antecessora, Deborah Carthy-Deu, de Porto Rico.

## Vida posterior
Nascida na Espanha e crescendo na Venezuela, com dupla nacionalidade, depois de passar sua coroa no ano seguinte à chilena Cecilia Bolocco, em Singapura, após um reinado extremamente bem sucedido, Bárbara começou uma carreira como apresentadora de televisão que durou por mais de duas décadas, além de atuar como porta-voz de diversas empresas nacionais na América Latina e nos Estados Unidos. 
Empresária bem sucedida, fundou várias agências de publicidade em seu país e em 2010 criou a Barbara Palacios Corporation, uma empresa baseada nos Estados Unidos que comercializa produtos femininos, com linhas de jóias e produtos de beleza sendo vendidos em lojas com o seu nome na Flórida. Atualmente, ela é casada com Víctor Manrique, com quem tem dois filhos, Víctor Tomás e Diego Alfonso.